# Mario Gonzalez
Mario Gonzalez, ou Mario Gonzales, est un comédien et metteur en scène de théâtre né au Guatemala.

## Biographie
Spécialiste de la commedia dell'arte, Mario Gonzalez est professeur de masque au Conservatoire national supérieur d'art dramatique de Paris.
Né au Guatemala, dès le plus jeune âge il travaille avec des marionnettes, puis commence à faire du théâtre et de la danse. Il part en France pour y apprendre la langue à Censier, où il rencontre Bernard Dort. Jean-Claude Penchenat lui fait découvrir le Théâtre du Soleil dirigé par Ariane Mnouchkine. La rencontre sera déterminante, il intègre la troupe où il reste plus de huit ans. Joue ensuite sous la direction de Benno Besson, Jean-Pierre Vincent, Alfredo Arias. Tourne au cinéma avec Franck Cassenti, A. Mnouchkine, Joseph Losey, Coline Serreau.
Parmi ses mises en scène, on trouve La Tempête, Cymbeline, Le Songe d'une Nuit d'été, de Shakespeare, En attendant Godot et La dernière Bande, de Samuel Beckett, La Pucelle d'Orléans, de Friedrich von Schiller…

## Théâtre

### Comédien
- Svet, mise en scène Isabel Garma avec Philippe Petit et le Groupe des étudiants étrangers de la Sorbonne.
- 1967 : La Cuisine d'Arnold Wesker, adaptation Philippe Léotard, mise en scène Ariane Mnouchkine, Théâtre du Soleil, Cirque de Montmartre
- 1969 : Les Clowns création collective, mise en scène Ariane Mnouchkine, Théâtre du Soleil, Théâtre de la Commune, Festival d’Avignon, Piccolo Teatro Milan
- 1970 : 1789 création collective, mise en scène Ariane Mnouchkine, Théâtre du Soleil, La Cartoucherie
- 1975 : L'Âge d'or création collective, mise en scène Ariane Mnouchkine, Théâtre du Soleil, La Cartoucherie
- 1976 : Comme il vous plaira de William Shakespeare, mise en scène Benno Besson, Théâtre de l'Est parisien, Festival d’Avignon
- Vladimir Kobalt de Petrika Ionesco, mise en scène de l'auteur, Théâtre Nanterre-Amandiers, Maison des Arts de Créteil
- Le Monstre Turquin de Carlo Gozzi, mise en scène de Petrika Ionesco, Maison des Arts de Créteil
- La Célestine de Fernando de Rojas, mise en scène de Petrika Ionesco, Maison des Arts de Créteil
- Rencontre avec Pantalon, spectacle Improvisé de Mario Gonzalez, Festival de Nancy dans le cadre du Festival Mondial du Comique Populaire
- 1,2,3 de Mario Gonzalez, mise en scène Marie-France Duverger, Comédie de Reims
- 1980 : Les Mystères de l'amour de Roger Vitrac, mise en scène Viviane Théophilidès, Festival d'Avignon
- 1981 : Les Mystères de l'amour de Roger Vitrac, mise en scène Viviane Théophilidès, Théâtre de la Michodière
- 1982 : L'Histoire du soldat d'Igor Stravinsky et Charles Ferdinand Ramuz, mise en scène Jérôme Savary, Scala de Milan
- Lettre pour les Aveugles à l’usage de ceux qui voient d’après Diderot, mise en scène David Esrig, Allemagne
- 1987 : Le Jeu de l’amour et du hasard de Marivaux, mise en scène Alfredo Arias, Théâtre TSE, Théâtre de la Commune
- 1990 : Sganarelle ou le Cocu imaginaire et Le Mariage forcé de Molière, mise en scène Françoise Merle
- 1990 : Les Fourberies de Scapin de Molière, mise en scène Jean-Pierre Vincent, Théâtre Nanterre-Amandiers, Festival d’Avignon
- Le Parc de Botho Strauss, mise en scène Adel Hakim, Maison des Arts de Créteil
- Les Comédies Madrigalesques, mise en scène Mireille Larroche avec l’Ensemble Clément Janequin, Opéra de Massy
- L'Étrange Cas du docteur Jekyll et de M. Hyde avec la Compagnie Mario Gonzalez
- 1999 : L'Étrange Cas du docteur Jekyll et de M. Hyde avec la Compagnie Annibal et ses Éléphants, Festival d’Avignon
- 2006 : La Leçon de Mr. Pantalon, mise en scène Christophe Patty, Le Grand Bleu Lille
- 2008 : Le Jeu des 7 familles du théâtre d'Yves Javault, Théâtre du Pays de Morlaix
- 2011 : Le Tour de chant de Monsieur Pantalone de Mario Gonzalez

### Metteur en scène
- Historias para ser contadas d’Osvaldo Dragún, Groupe Théâtre Unesco Paris
- Délire à deux d'Ionesco, Groupe Théâtre Unesco Paris
- Androclès et le Lion de George Bernard Shaw, Groupe Théâtre Unesco Paris
- Mistero buffo de Dario Fo, Groupe Théâtre Unesco Paris
- Les Mille et Une Nuits, Fribourg-en-Brisgau, Allemagne
- La Pucelle d'Orléans de Friedrich von Schiller, Hanovre, Allemagne
- Cymbeline de William Shakespeare et George Dandin de Molière, Wiesbaden, Allemagne
- Les Cavaliers d'Aristophane et Frankenstein de et avec Nuova Compagnia Dell Bagatto, Milan, Italie
- Homoludens spectacle improvisé à Split et Homoludens-Chorus création collective, Dubrovnik, Yougoslavie
- Allumette de Mario Gonzalez et Vincent Rouche, Bruxelles
- K.O. de et avec le Théâtre du Graffiti, Dijon
- Masques de Mario Gonzalez, avec des élèves du Conservatoire national supérieur d'art dramatique, Rencontres d'été de la Chartreuse de Villeneuve-lès-Avignon
- Méphisto d’après Klaus Mann, Suède
- Volpone de Ben Jonson, Suède
- Momo d’après Michael Ende, Suède
- Divertissement d’après Tchekhov, Théâtre Tout-Court, Bruxelles
- Théo Pavillon de Bertrand Roger, avec Pascal Elso, Paray-le-Monial
- Des clowns…, Théâtre Tout-Court, Bruxelles
- Jeux des Masques de et avec la Compagnie Joker, Lille
- Travaux d’ornithologie de Jean-Pierre Larroche, avec Alain Salomon, Péniche Opéra, Paris
- La Dernière Bande de Samuel Beckett, avec Stuart Seide, Aubervilliers, Théâtre national de Chaillot, Théâtre de la Tempête
- Quand un clown rencontre un Pantalon de et avec Mario Gonzalez et Vincent Rouche, Milan, Italie
- La Tempête de William Shakespeare, avec la Compagnie Avant-Quart, Printemps des Comédiens de Montpellier
- Les mille et une nuits d’Alatiel de et avec Laurent Gauthier, Avignon 90
- George Dandin de Molière, Borås, Suède
- Clowner avec la Compagnie Project Commedia, Malmö, Suède
- George Dandin de Molière, Växjö, Suède
- L’Amour médecin de Molière, avec la Compagnie Mario Gonzalez, Versailles, Ivry-sur-Seine
- Tréteaux Impromptu avec la Compagnie Joker, Lille
- Commedia all'improviso de et avec la Compagnie "à Hermès", Bruxelles
- Création avec la Compagnie Mario Gonzalez, Rodemack
- En attendant Godot de Samuel Beckett, avec la compagnie Avant-Quart, Villeneuve-sur-Lot, France
- Trudar de et avec des élèves du Conservatoire national de théâtre de Reykjavik, Islande
- Cymbeline de William Shakespeare, atelier-spectacle avec des élèves du Conservatoire national supérieur d'art dramatique
- Le Songe d’une nuit d’été de William Shakespeare, atelier-spectacle avec des élèves du Centre national des arts du cirque et du Conservatoire national supérieur d'art dramatique
- Matinée au Rialton, spectacle en hommage au cinéma muet de et avec Expressteatern, Malmö, Suède
- L’Impromptu des clowns avec la Compagnie Mario Gonzalez, Festival national de la Tournée Océane, France
- Peppino de et avec Bruno Ricci
- L'Étrange Cas du docteur Jekyll et de M. Hyde avec la Compagnie Mario Gonzalez
- La Porte Jokerteater, Oslo, Norvège, Mars 1998
- La Plus Triste Histoire au monde Teater Bhopa, Göteborg, Suède, août 1999
- Dom Juan de Molière, Skillinge Teater, Skillinge, Suède, février 1999
- Private Lives de Noël Coward, Malmö Dramatiska Teater, Malmö, Suède, septembre 1999
- Le Livre du temps, adaptation du Pop wuh-Le livre Sacré des Mayas, par F. Servant, avec la compagnie Tour de Babel, Paris, France, janvier 2000
- Tchekhov, Tchekhov, création collective, Skillinge Teater, Suède, juillet 2000
- Un jour ordinaire, création Varieté Barbés, Malmö, Suède, septembre 2000
- Le Secret des Livingson de Frédéric Fort, avec la Compagnie Annibal et ses éléphants, Paris, France, octobre 2000
- Envie d’ailes, spectacle musical de Xavier Lacouture, Théâtre d’Ivry Antoine Vitez, Mars 2001
- Scapin d’Alain Destandau, Théâtre Monte-Charge, Pau, France, juin 2001
- L'Étrange Cas du docteur Jekyll et de M. Hyde, version suédoise, Teater 23, Malmö, Suède, septembre 2001
- Around the corner de et avec Ed Damron & Vidisha Malik, Expressteater, Malmö, Suède, janvier 2002
- Dom Juan de Molière, La Java Rebelle, Festival de Noirmoutier, France, août 2002
- Tartuffe de Molière, Boulevardteatern, Stockholm, Suède, octobre 2002
- L'Île du docteur Mario de Frédéric Fort, Théâtre d’Ivry Antoine Vitez, janvier 2003.
- Maskopi de et avec Ed Damron & Vidisha Malik, Expressteater, Malmö, Suède, août 2004
- Alma Càndida de Javier Torrijos, avec La Rueda Teatro, Saragosse, Espagne, octobre 2004
- Le Chant du signe, CNSAD, 2005
- All night long de et par Express teater, Malmö, Suède 2005
- Samuel Beckett, CNSAD, 2006
- Dom Juan impuni, Java rebelle 2006
- Molière, CNSAD, avril 2007
- La Fontaine turbulente de Lira Campoamor, oct. 2007
- George Dandin, Cergy 95, novembre 2007
- Don Quijote de et avec Joaquim Berg, Stockholm, février 2008
- Un cœur pour Samira de Ch.Aleveque, L.Gauthier, H.Leroy-Avril, CNSAD, 2008
- Les Habitants,troisième époque, Th.95 Cergy-Pontoise, mise en scène collective
- Atelier Copi, CNSAD, septembre 2008
- La Souricière d’après Agatha Christie, adaptation Joakim Groth, Helsinki, décembre 2008
- Les Prétendants de Jean-Luc Lagarce, CNSAD, septembre 2009
- Knyttet d'après Tove Jansson, Stockholm, novembre 2009
- Le Songe d'une nuit d'été de William Shakespeare, CNSAD, septembre 2010

## Filmographie
- 1976 : F… comme Fairbanks
- 1977 : Pour Clémence
- 1977 : Pourquoi pas ! : Louis
- 1978 : Les Routes du sud : l'employé de l'hôtel
- 1978 : Molière : Scaramouche/Jean-Baptiste Lully
- 1978 : La Chanson de Roland : Blancandrin / Jeannot, le voleur
- 1979 : Bolivar et le congrès de Panama d'Eduardo Manet (téléfilm)
- 1982 : Le Bourgeois gentilhomme : le maître tailleur
- 1982 : Qu'est-ce qui fait courir David ?
- 1983 : Les Yeux des oiseaux de Gabriel Auer
- 1984 : L'Ange : l'apprenti
- 1988 : L'Enfance de l'art de Francis Girod

## Distinctions

### Nominations
- Molières 1991 : nomination au Molière du comédien dans un second rôle dans Les Fourberies de Scapin